# 桃園忠烈祠
25°00′23″N 121°19′31″E / 25.006375°N 121.325344°E
桃園忠烈祠，全名桃園忠烈祠暨神社文化園區，位於臺灣桃園市桃園區虎頭山上，原為1938年落成的桃園神社，在1985年計畫拆除時獲得保留，今列市定古蹟，為全臺灣保留最完整的神社。

## 沿革

### 早期歷史
桃園神社是桃園郡郡守宮野為長在1936年為配合臺灣總督府普及神道教而建，設計與監造為桃園郡役所庶務系吏春田直信，臺灣神社櫻井重夫擇址為虎頭山，1938年6月10日落成。在成功路一、二、三段各設一座鳥居。1938年9月23日舉辦十天的鎮座祭，從臺灣神社迎來御靈代，在桃園街舉行網球、軟式棒球、兒童相撲、化裝遊行、戲劇及電影欣賞等娛樂活動。
初期神社為無社格，1945年4月12日升為縣社。1946年，劉啟光為革命先烈遺族救援委員會，由新竹縣政府出資改建成新竹縣忠烈祠，定於6月17日舉行安奉，以鄭成功為主神。1950年10月地方行政區域調整，再改名「桃園縣忠烈祠」。
1950年代時缺少管理，如1956年銅鐘被竊、次年失竊銅瓦四坪。銅馬約在1950年代末失蹤，縣議員蔡富田曾提案責由警方追查下落，但直到1982年才由《民生報》記者在桃園縣一處雜院找回。供奉牌位還發生活人入祀的烏龍事件。

### 獲得保留
1972年中華民國與日本斷交後，內政部於1974年頒佈「清除台灣日據表現日本帝國主義優越感之殖民統治紀念遺跡要點」，主要內容就是神社應徹底清除。次年，先拆除成功路第一段鳥居。
1980年代，桃園縣政府準備將桃園神社拆除，新建一座以臺中市忠烈祠作參考的中國宮殿式建築。1984年8月22日，內政部公函依照《文化資產保存法暨實施細則》三十八條，無論學術價值和時代的遠近，桃園神社不宜列為古蹟。傳出改建消息後，當初在桃園郡役所擔任建築技士的一位日籍老人，希望拆時能將中脊一塊木樑保留給他作紀念。
1985年4月17日，原先在4月6日獲得桃園縣新建忠烈祠設計權的李政隆以可作日本殖民的證物、可作日軍在三峽屠殺的對比、古蹟法不應只限百年以上、忠烈英靈神位不宜用日本神社用地，請求縣府保存此神社，覓地另建忠烈祠。19日，桃園縣議員鄧善松、桃園縣國畫家李丹忱、中原大學副教授王鎮華紛紛提出保留論點。5月23日，李政隆、王鎮華、李乾朗、張曉風等人士在復興北路三十八號八樓舉行座談會。議員中，以江永忠、王惟任、謝碧春支援保留最積極。李乾朗也以文化大學及淡江大學建築系教授身分，投書呼籲保存。林衡道主張神社應徹底消除，認為日本殖民地統治的建築不必保留。6月19日，桃園縣政府民政局下的忠烈祠改建委員會召開會議，決定建物依原狀保留。12月9日，桃園縣政府提交修復計畫給議會，計畫1,100萬元經費修復。
1986年1月16日，永裕泰工程公司以低於底價97萬8,720元的標價得標。此次修復從2月開始到次年2月，將祠前廣場現舖回卵石、東沐洗手台上加裝巨竹及出水口、兩旁石燈重新豎建、銅馬安裝回座、正殿走廊欄杆銅頭依原貌鑲上木柱、屋頂銅片屋瓦也逐片鑲好，連廁所外型也採用類似形式的建築方式。
1987年修復完工後，據管理員黃應昭表示，完工一年多來吸引不少的日本遊客，更有旅行團自中正機場直赴神社，更聘請和尚到神社內做法事。
政府於1991年拆除成功路二段的鳥居後，1993年再因成功路三段拓寬而拆除該處的鳥居。

### 觀光活化
1995年4月5日，桃園縣長劉邦友在此舉行遙祭黃陵大典時，指示忠烈祠暨孔廟聯合管理所在下年度編列300萬元經費，重新整理周邊。桃園市清潔隊本想搬到一旁，但在呂秀蓮任縣長時以保護古蹟為由否決。
原先管理所隸屬民政局，古蹟又歸文化局管，導致維護困難，如神龕遭破壞、盜取，神龕下方欄杆柱上柱頭被竊。2005年8月19日，桃園縣政府文化局、民政局召開桃園縣神社文化館委外經營先期規劃會議，有意朝日本廟宇的行銷模式委外經營，打造櫻花道、日本料理店街，館內還要販售特製祈願御守、舉辦日本廟會，營造傳統日本味。9月8日，桃園縣退伍軍人協會劉華倫、李東成等十多人來此抗議，直言若有東洋味就主張拆除。當地的忠義里里長陳永杉認為可使用此文化資源，以帶動地方的觀光發展。當天，陳永杉因被退伍軍人團體認為支持日本，險些發生肢體衝突。最後共識是不得委外給企業財團，而需文化團體來接手。12月6日，召開委外說明會時說明一標四年，縣府第一年補助300萬元，其餘三年各補助200萬，並提醒業者場所本身有「高度政治敏感性」故經營列為「必要風險」。委外營運後，在週六日及國定假日定期舉辦神社市集，讓遊客身穿日式浴衣、及和菓子、水信玄餅等日式手作課程。之後桃園市政府在此舉辦賞櫻活動時，曾遭中華統一促進黨李承龍等抗議媚日。
2014年隨著桃園縣升格為桃園市，更名為「桃園忠烈祠暨神社文化園區」。
2017年3月18日整修開放後，原本的社務所改為展覽空間及遊客中心，管理員室成為販賣部。後，春田直信後代曾來此捐款作維護與作桃園市新屋保齡球館火災遺族慰問金。2019年1月2日，政府耗資總經費2,256萬9,789元，進行社務所及整體附屬設施整修，於2020年3月25日竣工。
2022年，桃園神社文化園區與釧路市鳥取神社合作，設置繪馬褂所、祈禱頒布所、風鈴迴廊等，並販賣作過入魂儀式的御守。2022年12月5日，桃園市政府孔廟忠烈祠聯合管理所修正《桃園市政府孔廟忠烈祠聯合管理所場地使用管理要點》，將管理要點改納入營運計畫規範後，委外廠商只需要送交主管機關備查，導致廠商可迎日本神祇來敬拜。廠商迎請主神大國主大神、天照大神與豐受大神並開放民眾參拜，此事引起外界批評悖離忠烈祠精神。2023年3月桃園市政府民政局表示，日本神祇將由主辦的委外廠商送回，為避免再發生類似爭議，已研擬修正場地使用管理要點。2023年3月14日桃園市政府新聞處處長羅楚東表示，廠商所迎奉的日本神祇是為特定活動，2月底活動結束後神祇送回日本是正常現象；忠烈祠為奉祀為國奉獻英靈之場所，且由政府負責管理、維護，應謹守宗教中立原則。

## 配置

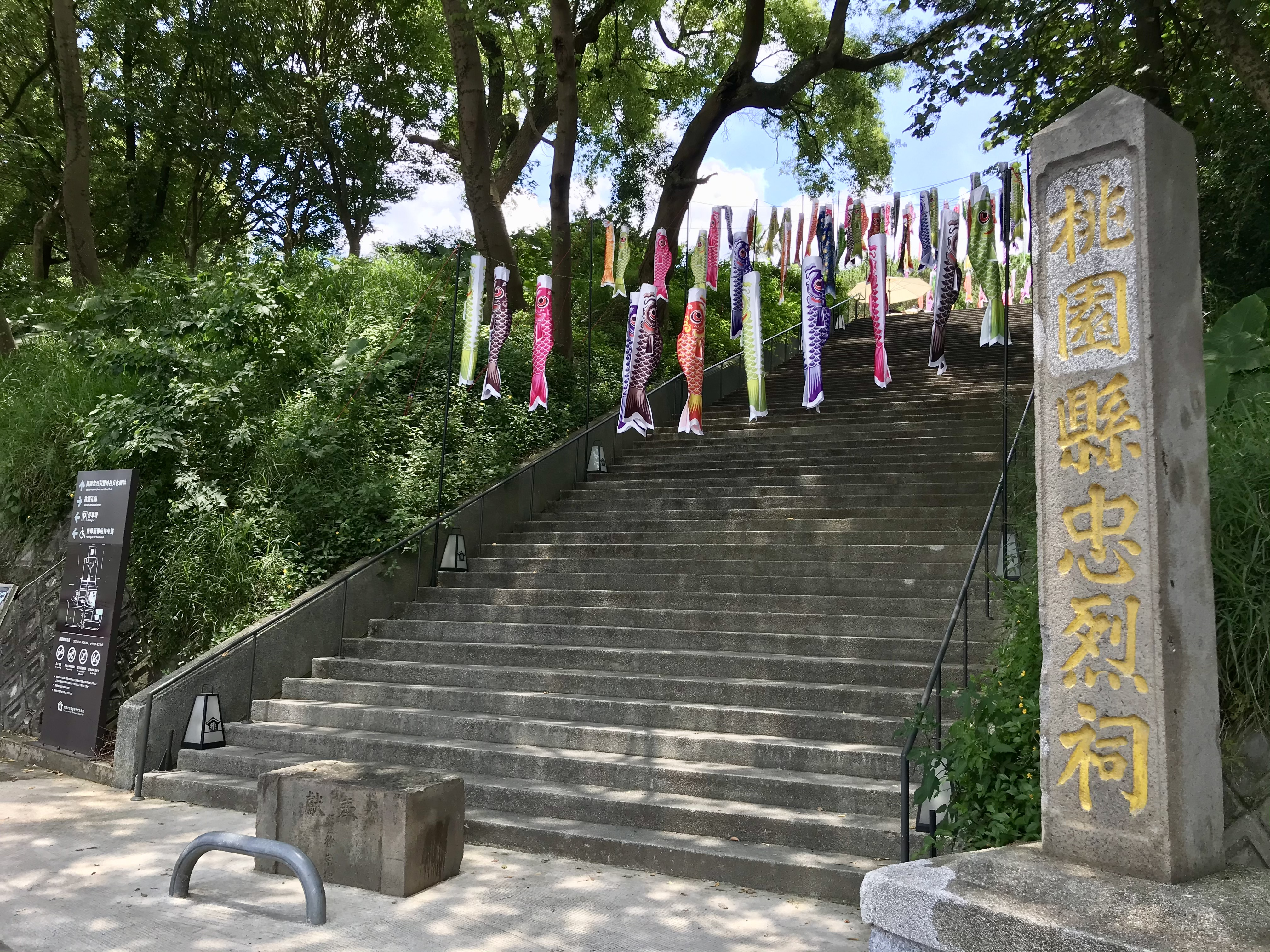
入口

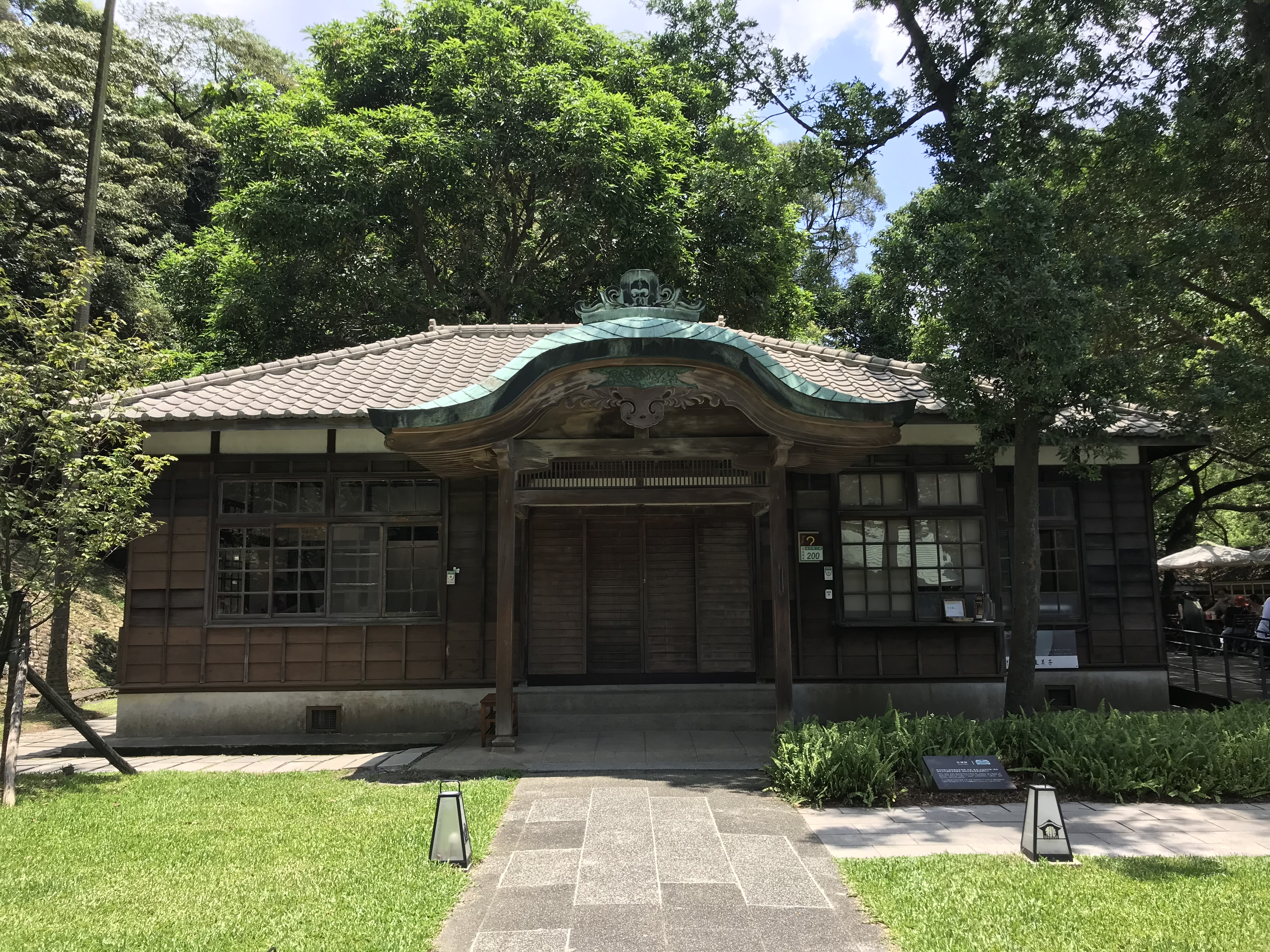
社務所

做為桃園忠烈祠的桃園神社為全臺灣保存日本建築工法最完善的神社建築。面積佔地一萬七千餘平方公尺，半邊倚山，分為三進。入口名稱最早題作「桃園神社」，1946年6月改為忠烈祠時曾題作「新竹縣忠烈祠」。
遊客從山腳下經稱為「急石段」的石階而上，見到的第一進是種植鐵杉與樹立石燈籠的綠地。千餘棵由加利樹為日治時期的桃園第一公學校（今桃園小學）、第二公學校（今東門國小）教職員栽種。石燈籠非原品，為1980年代修復時重新打造。
第二進是神社四周圍牆內。原先的入口鳥居是雙橫雙直型，中華民國政府拆除上端橫樑成為雙十字形狀。該鳥居是由1930年代時桃園最大的陳合發商店所捐獻。參道的河津櫻是2017年2月18日種植，為日本育櫻會所贈。參道左右兩旁分別是西淨（手水舍）與東沐（社務所）。銅馬身上原有菊花徽章，被用強酸侵蝕。原先的狛犬已被破壞，於1980年代換成中國廣式的石獅子。

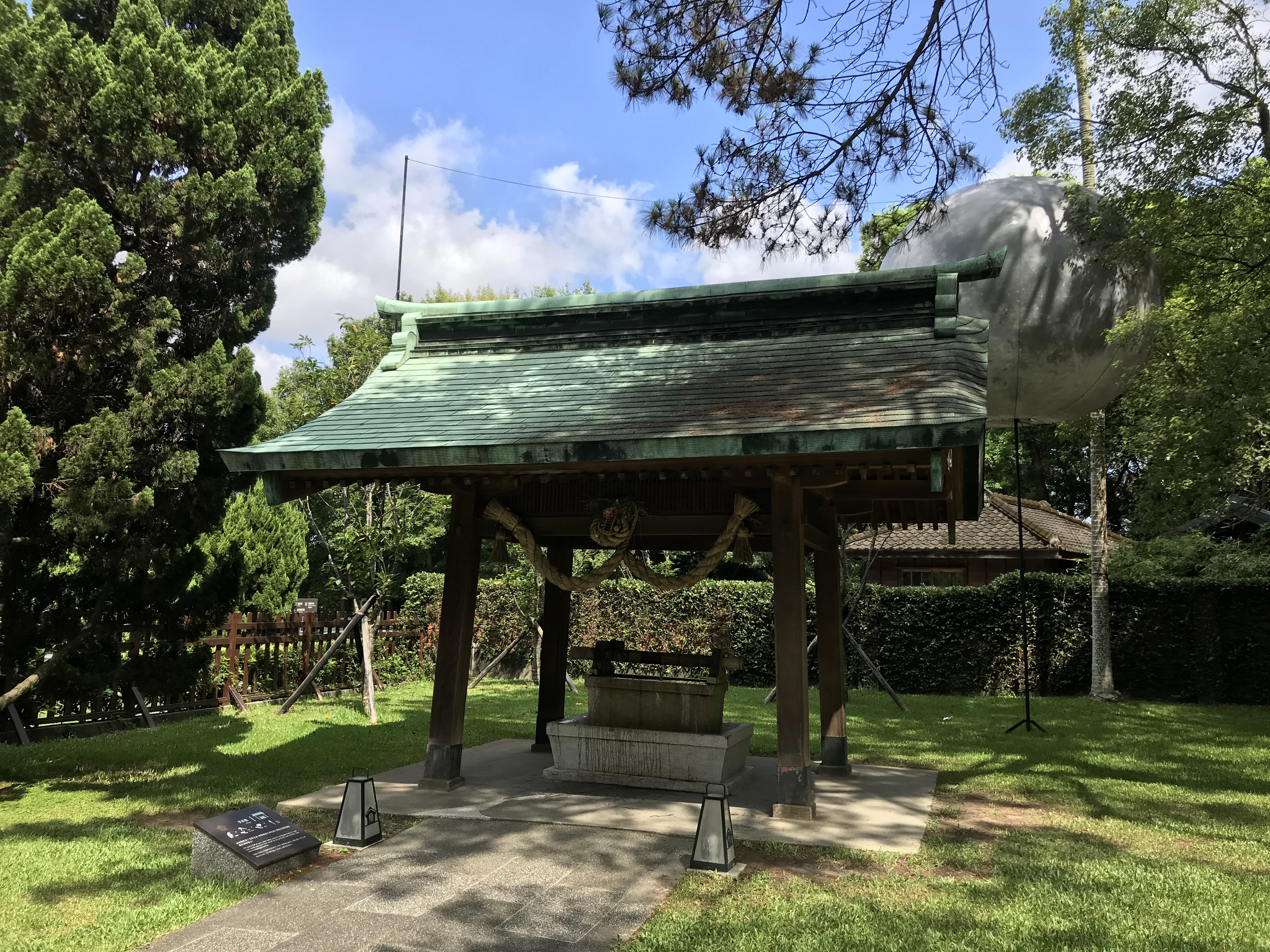
手水舍

第三進是本殿，日治時祭祀北白川宮能久親王、開拓三神、日本天皇等。旅客須經拾平撫急燥情緒之效的半步梯而上，躡足拾階禮拜，以生懷抱敬謹恭慎之心。結構無用任何釘子，有著入母屋（歇山）、切妻（懸山）、唐破風等設計，原木飾以雕花鐵皮角邊和包頭構造，屬江戶時期風格。屋頂以青銅瓦搭蓋， 已氧化成如藍綠色。戰後，每年由地方政府舉行春、秋祭，祭祀龍潭抗日之役、黃花崗七十二烈士、二次革命、動員戡亂、陸軍青河七號演習等殉難軍民的集體牌位，及鄭成功、丘逢甲、劉永福、八二三炮戰陣亡軍官、因公殉職者個人牌位。原先掛有許多匾額，但1998年9月11日省民政廳長陳進興來此視察指示不宜懸掛。
方文山讀桃園成功工商時，喜歡此地景致，多年後周杰倫歌曲忍者的音樂錄影帶就在這取景。此地是電影《KANO》教練與球員初次見面場景，戲劇內設定為嘉義神社，鳥居以特效改為原來的紅色。

## 外部連結
- 桃園忠烈祠暨神社文化園區簡介 （页面存档备份，存于）
- 桃園忠烈祠暨神社文化園區的Facebook專頁
- 桃園忠烈祠暨神社文化園區 - 桃園觀光導覽網 （页面存档备份，存于）
- 桃園忠烈祠 - 文化部iCulture-文化空間 （页面存档备份，存于）